# Loxosceles hupalupa
Espèce
Loxosceles hupalupa est une espèce d'araignées aranéomorphes de la famille des Sicariidae.

## Distribution
Cette espèce est endémique des îles Canaries en Espagne. Elle se rencontre à La Gomera et à El Hierro.

## Publication originale
- Planas & Ribera, 2015 : Description of six new species of Loxosceles (Araneae: Sicariidae) endemic to the Canary Islands and the utility of DNA barcoding for their fast and accurate identification. Zoological Journal of the Linnean Society, vol. 174, no 1, p. 47-73.